# Вутакасы
Вутака́сы (чув. Вӑтакас) — деревня в Цивильском районе Чувашской Республики. Входит в состав Первостепановского сельского поселения.

## География
Находится в северной части Чувашии на расстоянии приблизительно 10 км на юг по прямой от районного центра города Цивильск на правом берегу реки Малый Цивиль.

## История
Известна с 1867 года как околоток деревни Степное Тугаево, когда в нем было учтено 45 мужчин. В 1897 году здесь было 139 жителей, в 1926 — 33 двора, 171 житель, в 1939 — 36 дворов, 181 житель, в 1979—105 жителей. В 2002 году было 37 дворов, 2010 — 23 домохозяйства. В период коллективизации образован колхоз им. Петрова, в 2010 году действовали ООО КФХ «Простор», ООО «Руно».

## Население
Постоянное население составляло 68 человек (чуваши 96 %) в 2002 году, 54 в 2010.